# Eluned Morgan
Pour les articles homonymes, voir Eluned Morgan (homonymie).
Mair Eluned Morgan, dite Eluned Morgan, est une femme politique britannique née le 16 février 1967 à Cardiff. Membre du Parti travailliste, elle est députée européenne de 1994 à 2009 et membre du Senedd depuis 2016. Anoblie en 2011 en tant que baronne Morgan d'Ely, elle siège à la Chambre des lords en tant que pair à vie.
Après avoir été membre des gouvernements de Mark Drakeford et Vaughan Gething à partir de 2017, elle est élue sans opposition chef du Parti travailliste gallois en 2024 et devient Première ministre du pays de Galles. Elle est la première femme à occuper ce poste.

## Biographie

### Origines
Originaire du quartier d'Ely, dans l'ouest de Cardiff, Mair Eluned Morgan est la fille de Bob et Elaine Morgan. Ses deux parents font de la politique : son père, vicaire de l'Église au pays de Galles de profession, dirige le conseil de comté du South Glamorganshire (en), où siège également sa mère. Elle est scolarisée à la Ysgol Gyfun Gymraeg Glantaf (en), puis obtient une bourse d'études pour entrer à l'Atlantic College. Elle étudie les affaires européennes à l'université de Hull avant de travailler pour la chaîne de télévision S4C et pour la BBC.

### Carrière politique

#### Députée européenne
Morgan est élue députée européenne dans la circonscription galloise de Mid and West Wales lors des élections européennes de 1994. Âgée de seulement 27 ans, elle est la benjamine de la 4e législature du Parlement européen.
Réélue en 1999 et 2004, Morgan siège dans les rangs du Parti socialiste européen jusqu'en 2009. Durant cette période, elle rédige notamment un Livre vert sur les questions énergétiques et mène les débats autour du marché intérieur de l'électricité et de la pauvreté énergétique.

#### Députée galloise
Morgan est élue à l'Assemblée nationale du pays de Galles en mai 2016 dans la région électorale de Mid and West Wales.
Sous le Premier ministre Carwyn Jones, elle est ministre de la Langue galloise et de la Formation continue de 2017 à 2018, puis, au moment de la formation du gouvernement de Mark Drakeford, elle est promue au poste de ministre des Relations internationales et de la Langue galloise.
À la suite de la pandémie de Covid-19, ses portefeuilles ministériels sont étendus en 2020 à la Santé mentale et au Bien-être afin de réduire les attributions du ministre de la Santé et des Services sociaux Vaughan Gething. Elle lui succède comme ministre de la Santé à la faveur d'un remaniement ministériel l'année suivante.

#### Première ministre du pays de Galles
Après la démission de Vaughan Gething, Morgan est la seule candidate à sa succession à la tête du Parti travailliste gallois. Elle est élue sans opposition le 24 juillet 2024. Elle devient Première ministre le 6 août à la suite d'un vote du Senedd, spécialement convoqué pour l'occasion.
Morgan annonce plusieurs membres de son gouvernement le lendemain. Le ministre des Affaires rurales et du Changement climatique Huw Irranca-Davies est élevé au rang de vice-premier ministre, tandis que l'ancien Premier ministre Mark Drakeford récupère le portefeuille de la Santé.